# James Somerville
Sir James Fownes Somerville (Weybridge, 17 luglio 1882 – Somerset, 19 marzo 1949) è stato un militare britannico, ammiraglio della flotta britannica durante la seconda guerra mondiale.

## Biografia
Dopo aver servito nella Royal Navy durante la prima guerra mondiale come comandante del Monitore HMS Sir Thomas Picton che ha operato anche nel mare Adriatico (supportando anche la Decima battaglia dell'Isonzo col tiro dei suoi grossi calibri che battevano Prosecco (Trieste) e Opicina), il 31 dicembre 1921 venne nominato capitano di vascello e comandante della HMS Benbow.
Dal 1925 al 1927 prestò servizio presso l'Ammiragliato e successivamente come istruttore dell'Imperial Defence College.
Nel 1931 fu nominato comandante dell'HMS Norfolk e l'anno seguente venne promosso commodoro.
Nel 1933 fu promosso rear admiral (contrammiraglio) e tornò all'Ammiragliato come direttore del personale.
Dal 1936 al 1938 fu al comando della Mediterranean Fleet e durante la guerra civile spagnola aiutò le forze repubblicane nella battaglia di Maiorca.
Dal 1938 venne nominato comandante in capo della Royal Navy nelle Indie orientali ma l'anno seguente fu costretto a tornare in patria per ragioni mediche (gli era stata erroneamente diagnostica la tubercolosi).

## La seconda guerra mondiale
Allo scoppio della seconda guerra mondiale viene richiamato all'Ammiragliato per sviluppare il sistema di radar navale e nel maggio 1940 organizza, sotto il comando dell'ammiraglio Bertram Ramsay, l'evacuazione di Dunkerque.
Dal 28 giugno 1940, a seguito della decisione del maresciallo Philippe Pétain di firmare l'armistizio con il Terzo Reich, il primo ministro britannico Winston Churchill diede ordine a Somerville di comandare la Force H, di stanza a Gibilterra (a bordo dell'incrociatore da battaglia HMS Hood) e di distruggere la flotta francese per evitare che cadesse in mano ai nazisti.
Sebbene non fosse favorevole a questa decisione, Somerville eseguì gli ordini e il 3 luglio 1940 attaccò la flotta francese che si trovava all'ancora a Mers-el-Kébir (nei pressi di Orano, in Algeria), infliggendo pesanti danni e affondando la corazzata Bretagne.
Nell'autunno del 1940 Somerville guidò l'attacco britannico nella battaglia di capo Teulada e nel febbraio 1941 organizzò il bombardamento navale di Genova.
Fu inoltre tra i protagonisti dell'attacco e della successiva distruzione della corazzata tedesca Bismarck nella terza decade di maggio 1941.

### Nell'oceano Indiano
Nel marzo 1942 Somerville venne nominato comandante in capo della Eastern Fleet in sostituzione dell'ammiraglio Sir Geoffrey Layton.
Dopo la conquista giapponese di Singapore, la Eastern Fleet era di stanza a Trincomalee, a Ceylon (Sri Lanka) ma l'avanzata giapponese in Birmania costrinse Somerville a ordinare il trasferimento della flotta prima nell'atollo Seenu (nelle Maldive) e successivamente nel porto di Kilindi, nei pressi di Mombasa, nell'Africa Orientale Britannica (nell'attuale Kenya).
Si trattò di una decisione particolarmente saggia in quanto nell'aprile 1942 il Giappone scatenò una violenta offensiva nell'Oceano Indiano arrivando a minacciare l'India britannica.
Solo nel 1944 Somerville ricevette i rinforzi necessari per attaccare le Indie orientali olandesi occupate dai giapponesi.

## Dopo la guerra
Nell'agosto 1944 Somerville venne sostituito alla guida della Eastern Fleet dall'ammiraglio Bruce Fraser e nominato capo della delegazione dell'Ammiragliato britannico a Washington dove riuscì nel non facile compito di andare d'accordo con l'ammiraglio Ernest King, capo delle operazioni navali degli Stati Uniti, che aveva la fama di essere fortemente anti-britannico.
L'8 maggio 1945 Somerville venne promosso Ammiraglio della Flotta e subito dopo la fine della guerra andò in pensione.
Nominato Lord luogotenente del Somerset nell'agosto 1946 si ritira a vita privata nella casa di famiglia a Dinder, dove muore tre anni dopo.